# انبعاث ثانوي

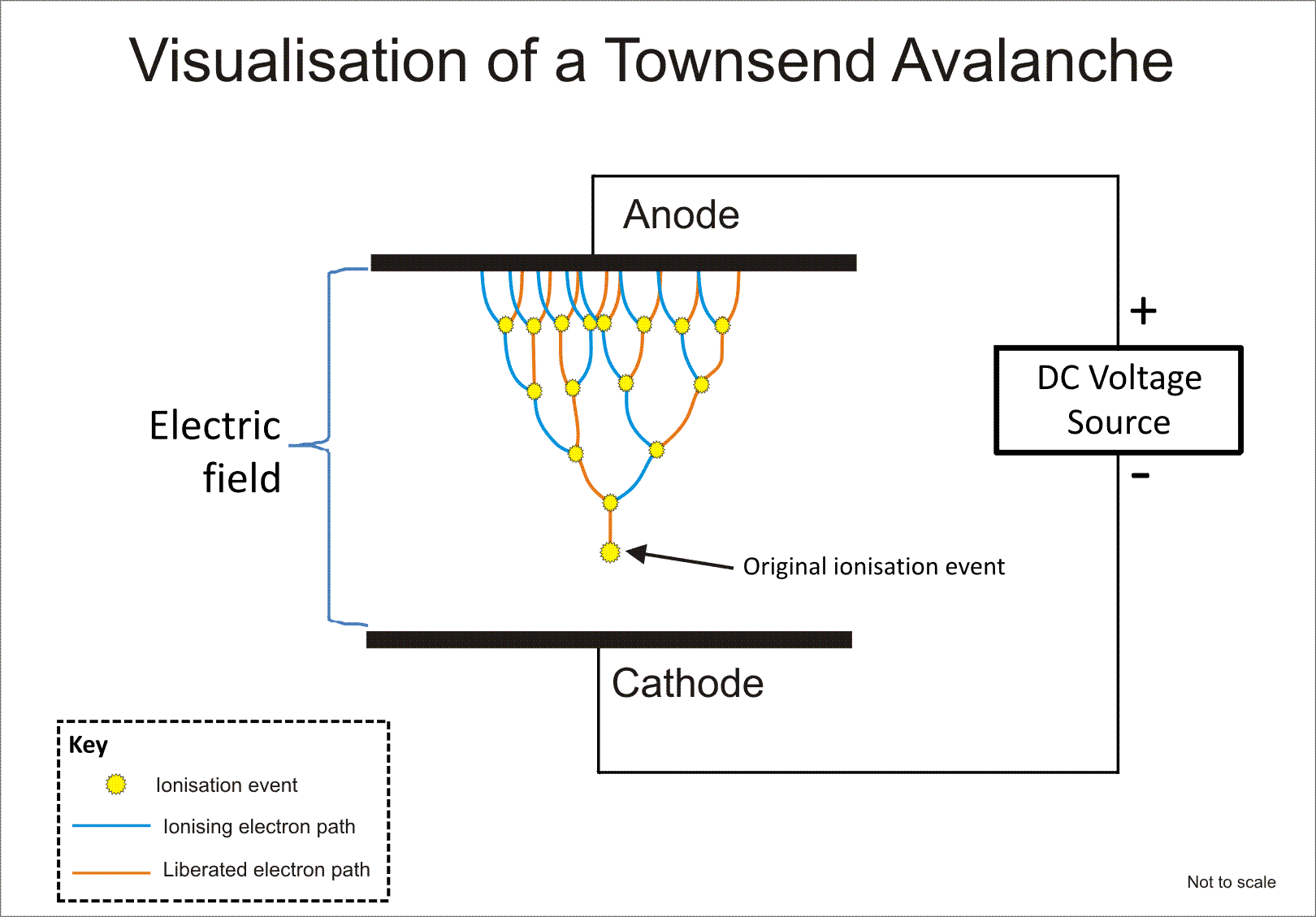

الانبعاث الثانوي أو الابتعاث الثانوي في الصمامات المفرغة خصوصا. فعند سقوط جسيم ما على مادة محكومة بهذه الظاهرة، فإنه يحض جسيمات أخرى على الانبعاث, يسمى الجسيم الساقط بالجسيم الابتدائي، و يسمى الجسيم المنبعث بالجسيم الثانوي. قد يكون الجسيم الابتدائي إما إلكترونا أو أيونا أو أشعة سين أو أشعة غاما. أما الجسيم الثانوي فيمكن أن يكون:
- إلكترون: في هذه الحالية يسمى الإلكترون إلكترونا ثانويا.
- أيون: و يسمى أيون ثانوي.
- فوتون: و تسمى الظاهرة حينها بـانبعاث ضوئي.

## المبدأ
لو أخذنا الإلكترون كمثال، فحين يسقط على المادة بسرعة كبيرة فإنه سيخترق الذرة و يدخل المدار الإلكتروني الخاص بالذرة، و بما أن سرعته كبيرة فلن تتمكن النواة الموجبة من جذبه رغم أن شحنته سالبة، لكن و أثناء عبوره المدار ذا الإلكترونات السالبة فإنه سيتنافر معها بسبب تشابه الشحنات. قد تنجم تلك المنافرة عن تحرير عدد من إلكترونات المدار و جعلها تسبح (تبنعث) لكن ببطء. لحصول ذلك ينبغي أن تكون طاقة الإلكترون الساقط كافية لتحرير الإلكترونات. تدعى تلك الإلكترونات البطيئة إلكترونات ثانوية.
و و قد يسقط الإلكترون على المادة بطاقة كافية، و لكن لا يصادف إلكترونات أثناء اجتيازه المدار الإلكتروني، بل قد توثر قوة جذب النواة على اتجاه الإلكترون، جاعلة يدور حولها و يرتد على منبعه دون أن يحرر أي يحرر أي الكترون. يدعى هذا الإلكترون بـ الكترون مرتد أو الكترون ناكص (بالإنجليزية: back-scattered electron)‏. كلما ازداد حجم النواة، ازداد رجيع الإلكترونات.

## التطبيقات
تم توظيف هذه الظاهرة في تضخيم الضوء في جهاز صمام التضخيم الضوئي, حيث يكون الجسيم الابتدائي هو الألكترون و الجسيم الثانوي هو الإلكترون كذلك و الوسط بينهما قطب كهربائي معدني (داينود).
و وظفت كذلك في التصوير في المجاهر الإلكترونية المسحية, حيث يتم رش عينة الفحص بمادة تمتلك خاصية الانبعاث الثانوي قبل فحصها، و من ثم تسليط إلكترونات عليها و اصطياد الإلكترونات المنبعثة منها بواسطة شاشة فلورية.
و وظفت أيضا في مطيافية الكتلة بما يعرف بـ مطيافية الأيون الثانوي للكتلة.